# SVB Tweede Divisie 2023
La SVB Tweede Divisie 2023 es la 66.ª temporada de la SVB Tweede Divisie. La temporada comenzó el 10 de enero y terminará en julio.

## Equipos participantes
- ACoconut (N)
- Botopasi (N)
- Happy Boys (N)
- Junior
- Kamal Dewaker
- Real Moengotapoe (N)
- Sea Boys (N)
- Sophia (N)
- Sunny Point (N)
- Tahitie (N)

## Desarrollo

### Clasificación
| Pos. | Equipo           | Pts. | PJ | G | E | P | GF | GC | Dif. | Clasificación 2023         |
| ---- | ---------------- | ---- | -- | - | - | - | -- | -- | ---- | -------------------------- |
| 1    | Sea Boys         | 6    | 2  | 2 | 0 | 0 | 7  | 2  | +5   | SVB Eerste Divisie 2024    |
| 2    | Botopasi         | 6    | 2  | 2 | 0 | 0 | 7  | 3  | +4   | SVB Eerste Divisie 2024    |
| 3    | Sophia           | 4    | 2  | 1 | 1 | 0 | 6  | 5  | +1   |                            |
| 4    | Sunny Point      | 3    | 1  | 1 | 0 | 0 | 3  | 0  | +3   |                            |
| 5    | Junior           | 3    | 2  | 1 | 0 | 1 | 7  | 5  | +2   |                            |
| 6    | Real Moengotapoe | 3    | 2  | 1 | 0 | 1 | 5  | 5  | 0    |                            |
| 7    | Tahitie          | 1    | 2  | 0 | 1 | 1 | 2  | 5  | −3   |                            |
| 8    | Happy Boys       | 0    | 1  | 0 | 0 | 1 | 1  | 3  | −2   |                            |
| 9    | ACoconut         | 0    | 2  | 0 | 0 | 2 | 4  | 7  | −3   |                            |
| 10   | Kamal Dewaker    | 0    | 2  | 0 | 0 | 2 | 1  | 8  | −7   | SVB Lidbondentoernooi 2024 |

Actualizado a los partidos jugados el 6 de febrero de 2023.
 Fuente: Soccerway